# Pyncostola
Pyncostola is een geslacht van vlinders van de familie tastermotten (Gelechiidae).

## Soorten
- P. abnormalis Janse, 1950
- P. actias (Meyrick, 1904)
- P. albicolorella Janse, 1950
- P. alloea Janse, 1960
- P. auturga Meyrick, 1921
- P. bohemiella (Nickerl, 1864)
- P. celeris Meyrick, 1920
- P. crateraula Meyrick, 1918
- P. dicksoni Janse, 1950
- P. flavostriga Janse, 1950
- P. fusca Janse, 1950
- P. fuscofascia Janse, 1950
- P. grandicornuta Bidzilya & Mey, 2011
- P. helicaula (Meyrick, 1912)
- P. hiberna (Meyrick, 1912)
- P. illuminata (Meyrick, 1913)
- P. invida (Meyrick, 1911)
- P. iospila (Meyrick, 1909)
- P. lacteata Janse, 1950
- P. magnanima (Meyrick, 1912)
- P. melanatracta (Meyrick, 1910)
- P. merista Meyrick, 1918
- P. monophanes Janse, 1960
- P. nigrinotata Janse, 1950

- P. ochraula Meyrick, 1918
- P. oeconomica Meyrick, 1920
- P. operosa (Meyrick, 1909)
- P. pachyacma Meyrick, 1926
- P. pammacha (Meyrick, 1913)
- P. pentacentra (Meyrick, 1912)
- P. perlustrata Meyrick, 1920
- P. powelli Janse, 1950
- P. sciopola (Meyrick, 1904)
- P. semnochroa (Meyrick, 1913)
- P. stalactis (Meyrick, 1904)
- P. suffusellus (Walsingham, 1891)
- P. tanylopha Janse, 1960
- P. variegata Janse, 1950
- P. veronica Janse, 1950
- P. xanthomacula Janse, 1963